# Grabkreuze Neuwerk

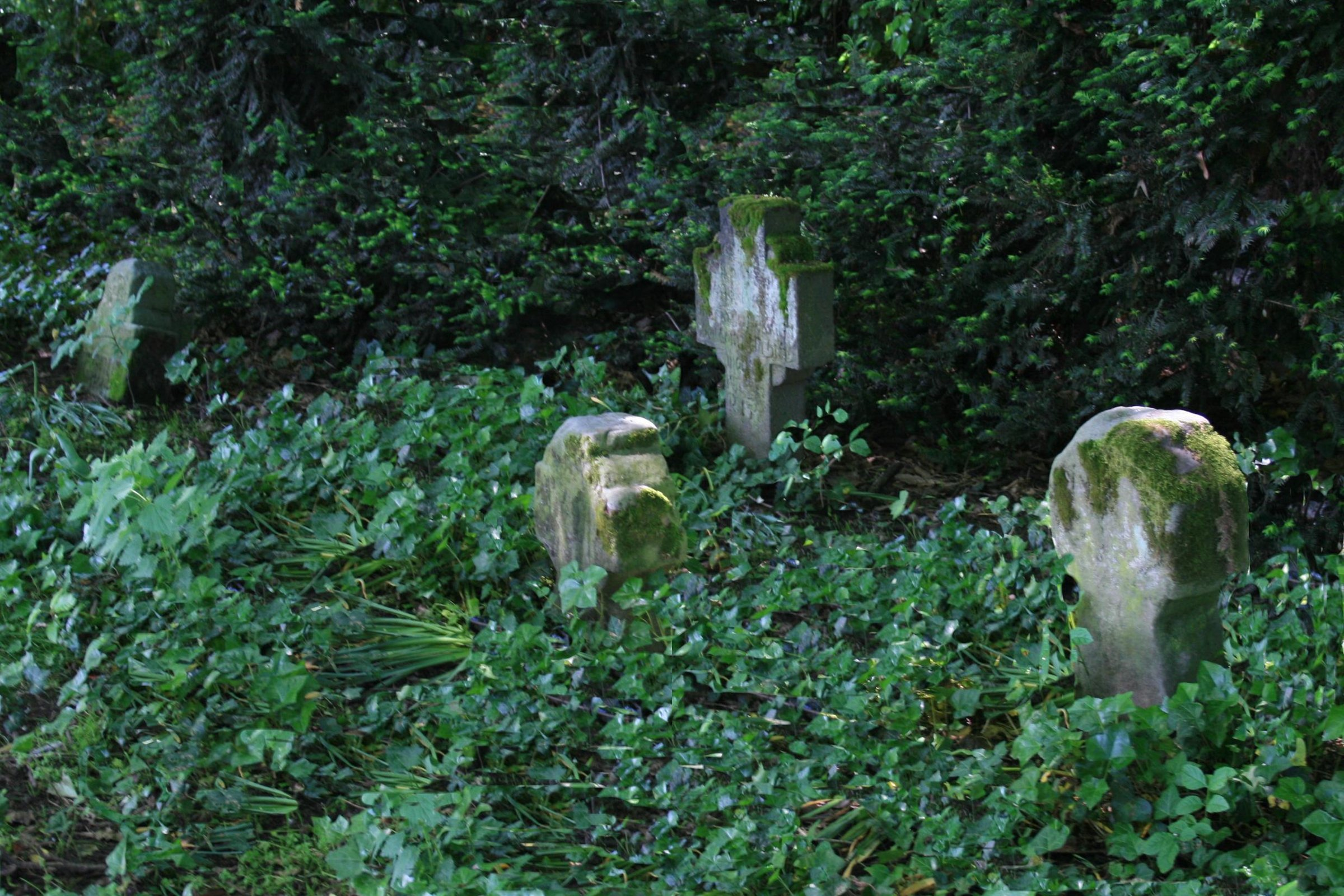
Grabkreuze (2011)

Die Grabkreuze Neuwerk stehen im Stadtteil Neuwerk in Mönchengladbach (Nordrhein-Westfalen), Engelblecker Straße.
Die Kreuze wurden im 17. und 18. Jahrhundert erbaut. Sie sind unter Nr. E 030 am 14. August 2009 in die Denkmalliste der Stadt Mönchengladbach eingetragen worden.

## Lage
Die Kreuze stehen auf der Engelblecker Straße im Stadtteil Neuwerk, in der Grünanlage vor der Klostermauer, gegenüber dem Eingang zum katholischen Friedhof.

## Architektur
Dort stehen vier kleine, barocke Grabkreuze aus Basaltlava und Sandstein, die in das 17./18. Jahrhundert datieren Kurze Kreuzarme mit eingelegten Viertelstäben in den Ecken zum Kreuzstamm, eingeschlagene und nur rudimentär zu lesende Inschriften, Abkürzungen wie z. B. „RIP“ und „IHS“ sind zu erkennen.